# Beginning of the End

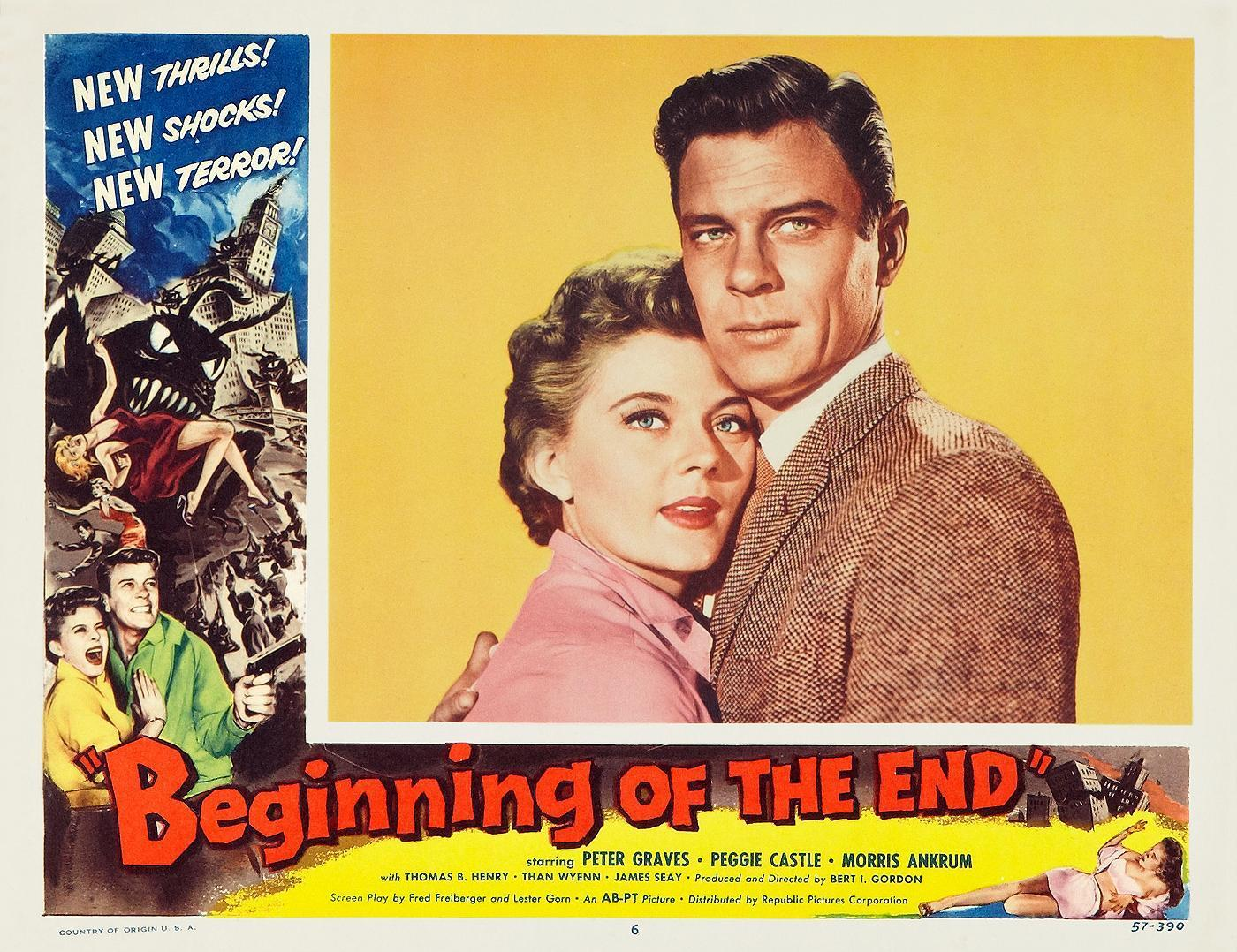
Peter Graves e Peggie Castle

Beginning of the End é um filme estadunidense de 1957 dos gêneros terror e ficção científica, dirigido por Bert I. Gordon é Peter Graves, Peggie Castle e Morris Ankrum.

## Elenco
- Peter Graves como Dr. Ed Wainwright
- Peggie Castle como Audrey Aimes
- Morris Ankrum como Gen. John Hanson
- Than Wyenn como Frank Johnson
- Thomas Browne como Colonel Sturgeon
- Richard Benedict como Corporal Mathias
- James Seay como Captain James Barton